# 本多正憲
本多 正憲（ほんだ まさのり）は、明治維新期の安房長尾藩第2代知藩事、のち華族（子爵）・貴族院議員。正重系本多家13代。

## 経歴
嘉永2年（1849年）6月11日に大身旗本・菅沼正貞（駿河田中藩主・本多正意の次男）の長男として生まれる。明治3年（1870年）に叙任し、同年12月23日、叔父で養父の正訥の隠居により、その跡を継いで知藩事となった。明治4年（1871年）7月、廃藩置県で免官され、同年9月に東京へ移る。
明治17年（1884年）の華族令で子爵に叙せられる。明治23年（1890年）7月10日、帝国議会開設に伴い貴族院子爵議員に選出され、明治30年（1897年）7月10日まで在任。大正15年（1926年）7月に隠居し、婿養子で元肥前平戸藩主松浦詮の六男の正復に家督を譲った。昭和12年（1937年）5月に89歳で死去した。

## 家族
父母
- 菅沼正貞（実父）
- 本多正訥（養父）

妻
- 中山康子 ー 侯爵中山忠能の七女[1]

子女
- 本多純子 ー 子爵本多正復夫人

養子
- 本多正復 ー 伯爵松浦詮の六男